# Kostaryka na Letnich Igrzyskach Olimpijskich 2008
Reprezentacja Kostaryki na letnich igrzyskach olimpijskich w roku 2008 w Pekinie liczyła 8 zawodników. Był to trzynasty start Kostaryki na letnich igrzyskach olimpijskich.

## Wyniki reprezentantów Kostaryki

### Kolarstwo
Kolarstwo górskie
Mężczyźni
| Zawodnik         | Konkurencja | Czas         | Miejsce      |
| ---------------- | ----------- | ------------ | ------------ |
| Federico Ramírez | cross       | Nie ukończył | Nie ukończył |

Kolarstwo szosowe
Mężczyźni
| Zawodnik    | Konkurencja                | Czas         | Miejsce      |
| ----------- | -------------------------- | ------------ | ------------ |
| Henry Raabe | wyścig ze startu wspólnego | Nie ukończył | Nie ukończył |

### Lekkoatletyka
Mężczyźni
| Zawodnik     | Konkurencja  | Eliminacje | Eliminacje | Półfinał | Półfinał | Finał                        | Miejsce                      |
| Zawodnik     | Konkurencja  | Wynik      | Miejsce    | Wynik    | Miejsce  | Wynik                        | Miejsce                      |
| ------------ | ------------ | ---------- | ---------- | -------- | -------- | ---------------------------- | ---------------------------- |
| Nery Brenes  | 400m         | 45.36      | 18 Q       | 44.94    | 10       | Odpadł z dalszej rywalizacji | Odpadł z dalszej rywalizacji |
| Allan Segura | chód na 20km |            |            |          |          | 1:27:10                      | 39                           |

Kobiety
| Zawodniczka    | Konkurencja | Finał   | Miejsce |
| Zawodniczka    | Konkurencja | Wynik   | Miejsce |
| -------------- | ----------- | ------- | ------- |
| Gabriela Traña | maraton     | 2:53:45 | 68      |

### Pływanie
Mężczyźni
RK – rekord kraju
| Zawodnik      | Konkurencja       | Eliminacje | Eliminacje | Półfinał                     | Półfinał                     | Finał                        | Miejsce                      |
| Zawodnik      | Konkurencja       | Wynik      | Miejsce    | Wynik                        | Miejsce                      | Wynik                        | Miejsce                      |
| ------------- | ----------------- | ---------- | ---------- | ---------------------------- | ---------------------------- | ---------------------------- | ---------------------------- |
| Mario Montoya | 200m st. dowolnym | 1:52.19 RK | 50         | Odpadł z dalszej rywalizacji | Odpadł z dalszej rywalizacji | Odpadł z dalszej rywalizacji | Odpadł z dalszej rywalizacji |

Kobiety
| Zawodniczka       | Konkurencja      | Eliminacje | Eliminacje | Półfinał                      | Półfinał                      | Finał                         | Miejsce                       |
| Zawodniczka       | Konkurencja      | Wynik      | Miejsce    | Wynik                         | Miejsce                       | Wynik                         | Miejsce                       |
| ----------------- | ---------------- | ---------- | ---------- | ----------------------------- | ----------------------------- | ----------------------------- | ----------------------------- |
| Marianela Quesada | 50m st. dowolnym | 28.11      | 47         | Odpadła z dalszej rywalizacji | Odpadła z dalszej rywalizacji | Odpadła z dalszej rywalizacji | Odpadła z dalszej rywalizacji |

### Taekwondo
Mężczyźni
| Zawodnik            | Konkurencja | 1/16               | Ćwierćfinał         | Półfinał            | Ćwierćfinał repasaży | Półfinał repasaży            | Finał                        |
| Zawodnik            | Konkurencja | Przeciwnik Punkty  | Przeciwnik Punkty   | Przeciwnik Punkty   | Przeciwnik Punkty    | Przeciwnik Punkty            | Przeciwnik Punkty            |
| ------------------- | ----------- | ------------------ | ------------------- | ------------------- | -------------------- | ---------------------------- | ---------------------------- |
| Kristopher Moitland | 80kg        | Cha Dong-Min P 1-2 | Udział w repasażach | Udział w repasażach | Akmal Irgashev P 5-6 | Odpadł z dalszej rywalizacji | Odpadł z dalszej rywalizacji |